# Glenview Manor
Glenview Manor – miasto w Stanach Zjednoczonych, w stanie Kentucky, w hrabstwie Jefferson.